# Santuario di San Patrizio
Il santuario di San Patrizio è un luogo di culto cattolico che si trova a Colzate, in media val Seriana, in provincia e diocesi di Bergamo; è sussidiario della chiesa di San Maurizio e fa parte del vicariato di Gazzaniga.
Il santuario si trova in posizione dominante sulla valle posto sopra uno sperone di roccia detto I grumi, è il simbolo della valle stessa, ed è il risultato di una serie di strutture architettoniche edificate nell'arco di più secoli.

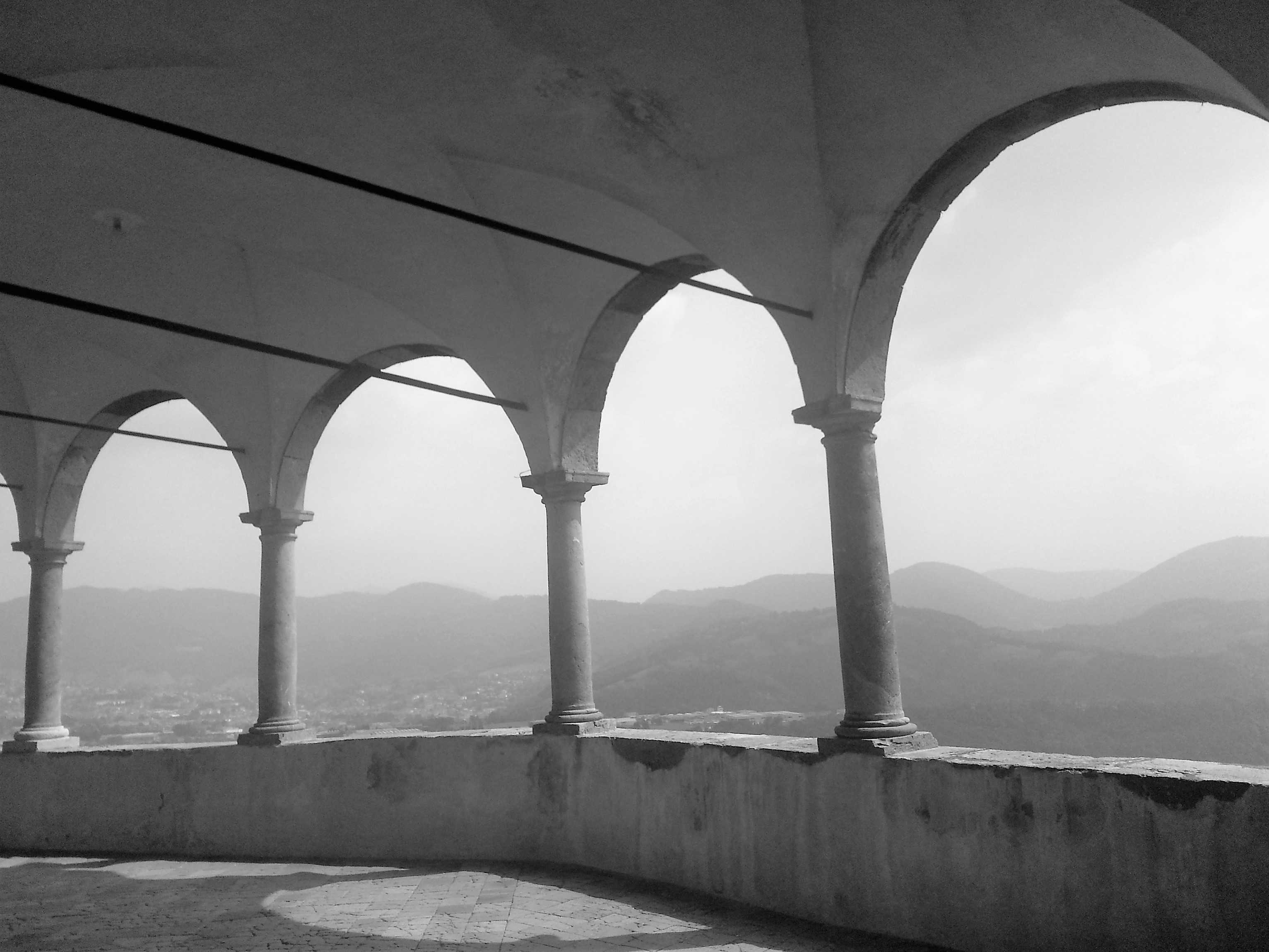
Colonnato a sud

## Storia
(Celestino Colleoni Vita di San patrizio1622)

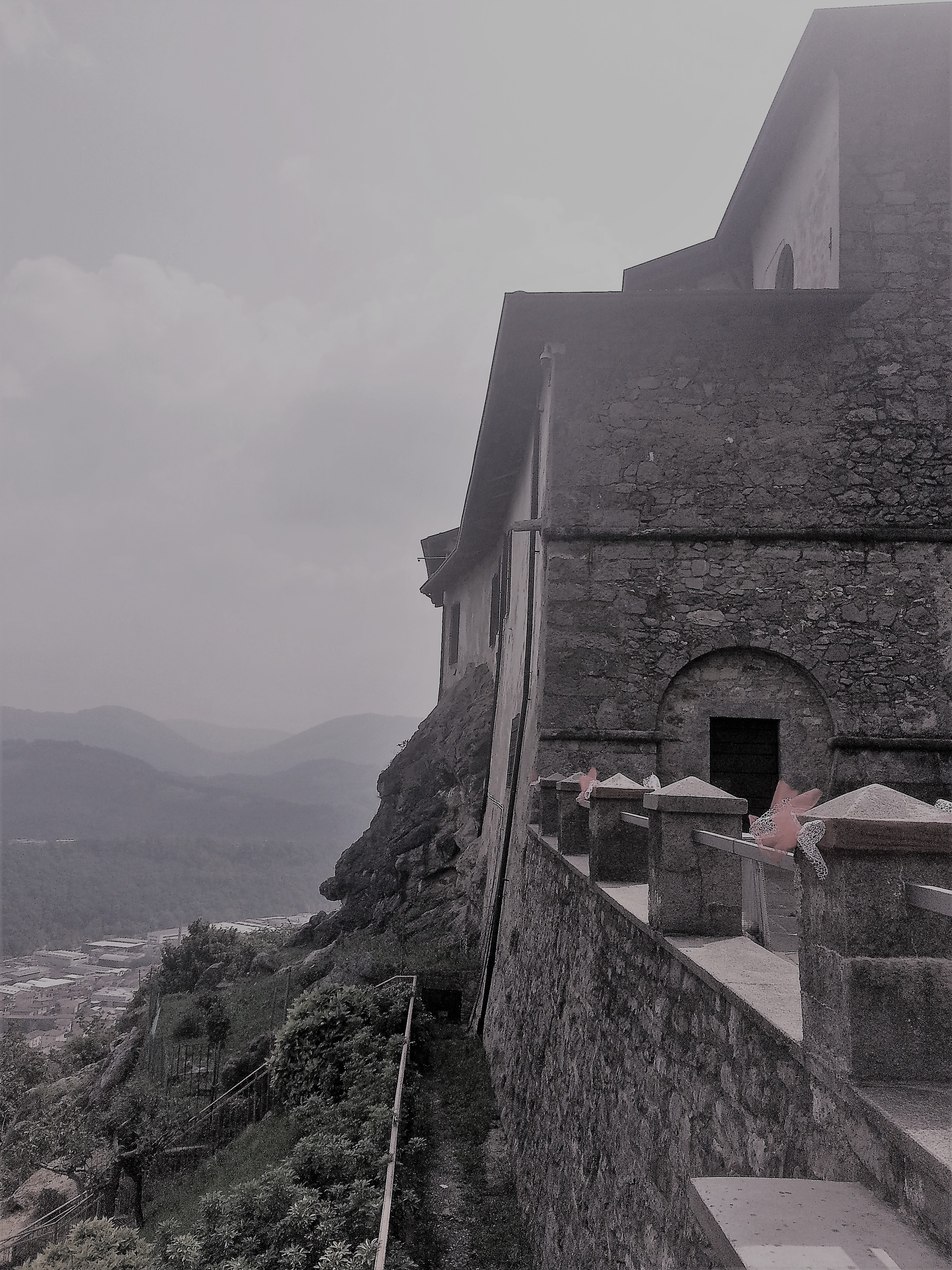
Santuario di San Patrizio Colzate-lato rivolto a est

Non è possibile risalire all'origine della devozione del santo d'Irlanda su terra bergamasca, se fu portata da un irlandese proveniente dall'allora Hibernia dei Tomani o da uno dell'alta valle che si recò per cercar nuove strade commerciali in quelle terre. Il territorio di Vertova era già dal XII secolo indicato come terra di grande negotiatione per la produzione dei pannolana, con ben tre mercati settimanali e due fiere annuali. La cultura popolare racconta che fosse un certo Paganessi di Vertova, che tornato dai suoi viaggi nelle terre del nord, portò con sè un'immagine del santo. Questa fu poi appesa sulla roccia sopra un dirupo che viene chiamato pozzo di San Patrizio. Non essendoci fonte documentata sennonché il cognome Bernini, molto presente nelle famiglie di Vertova, che pare possa derivare dal nome Ibernino che forse ha portato dalla località irlandese Iberbnia questa devozione.

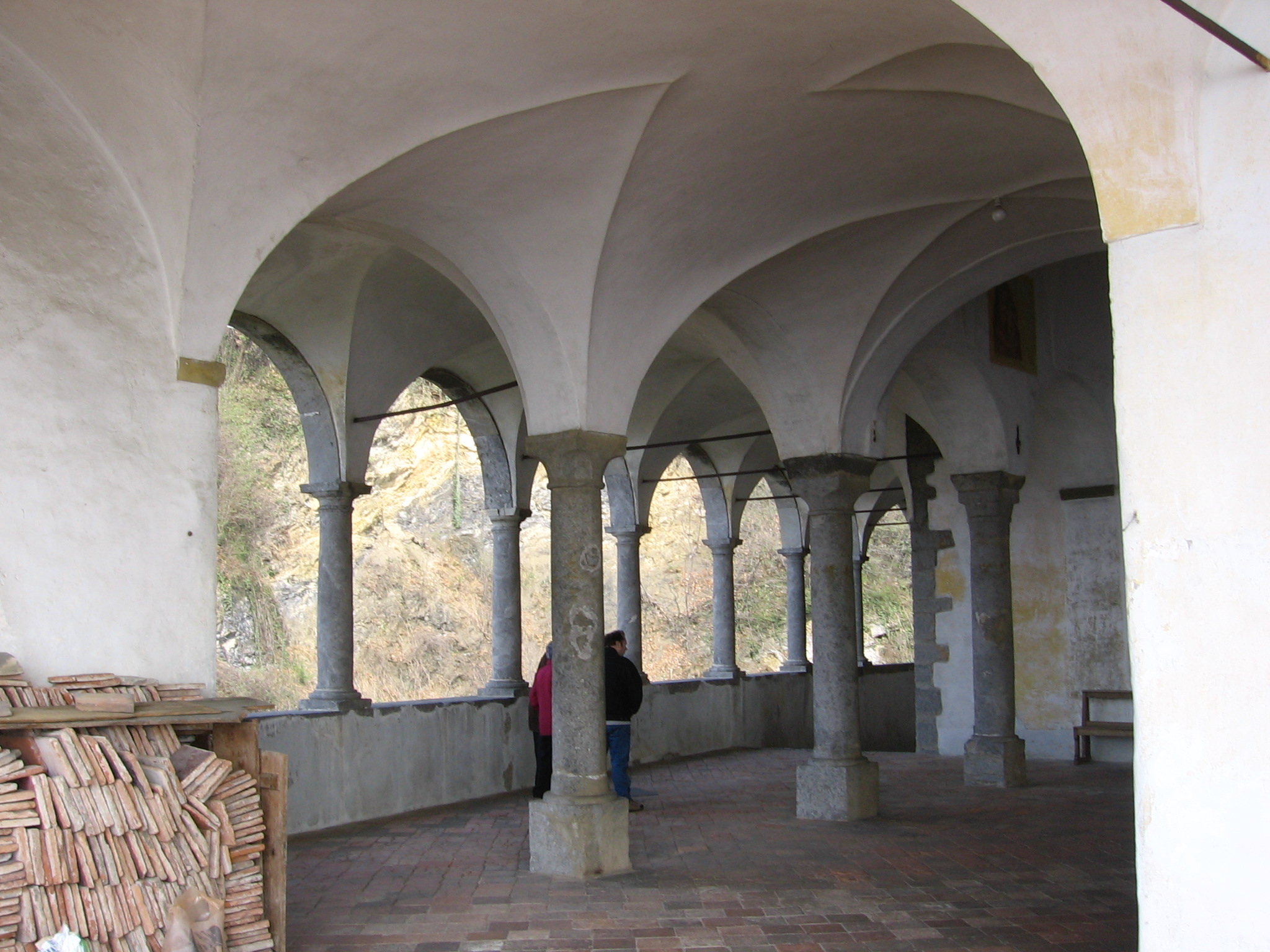
Porticato del santuario

La costruzione del complesso richiese alcuni secoli, e data la posizione impervia, tecniche e maestranze particolarmente preparate. Dal XIII al XIV secolo fu edificata la prima edicola con la statua in tufo di san Patrizio lungo la via che era l'antica mulattiera, che collegava Vertova a Colzate. Dal XIV al XV secolo ebbe inizio la vera costruzione della chiesa sul grumo di roccia vicino alla strada.
Dal 1400 al 1599 la costruzione fu completata con decorazioni a fresco e immagini votive. Alcune di queste conservano le datazioni: 1527, 1537, 1599. Dal 1459 al 1550 fu edificato, di fronte alla chiesa, il primo porticato e il campanile. Questa parte è documentata dagli atti della visita pastorale di san Carlo Borromeo dell'ottobre 1575.
Il ventennio 1580-1600 vide la costruita della piattaforma sopra le rocce, con le arcate esterne verso nord e le mura a est-ovest con la costruzione della rampa di accesso e dell'ampio sagrato. Dal 1590 al 1625 fu edificata la grande chiesa con relativa sagrestia, locali per il romito nonché la sala per i confratelli dell'Angelo custode. Entro il 1611 fu edificata la cappella di San Lucio, i locali per i pellegrini, terminata la copertura e posta come pala d'altare il dipinto di Enea Salmeggia, dal 1750, conservato nella chiesa di Santa Maria Assunta di Vertova. Si susseguirono poi ulteriori lavori e decorazioni. Dal 1689 al 1715 fu costruito il porticato perimetrale con archi e colonne che racchiudono la struttura, e fu innalzata maggiormente la torre campanaria. Risulta citato nei registri conservati in archivio, il capomastro Gio. Molendi, con il quale era stato registrato il contratto il 30 marzo 1659 per la costruzione del colonnato e delle volte del portico. Nel 1713 furono eseguiti gli affreschi della cappella di San Lucio e nel 1720 fu commissionata la statua lignea di san Patrizio opera di Giovan Battista Caniana.
Gli affreschi della volta furono eseguiti da Francesco Capella detto Daggiù con Apoteosi di san Patrizio. L'organo fu inserito solo nei primi anni del Novecento.
Nel 1920 il santuario passò all'amministrazione diretta della curia di Bergamo, venendo visitato l'anno successivo da Giovanni Roncalli poi papa. Solo nel 1961 con il decreto del vescovo Clemente Gaddi il santuario divenne sussidiario della parrocchia di Colzate che era stata istituita nel 1920. Furono successivamente eseguiti lavoro di copertura e manutenzione con consolidamento.

## Descrizione
Il santuario si erge su un contrafforte roccioso detto I Grumi delle pendici meridionali del monte Cavlera a un'altezza di circa 620 m s.l.m., è raggiungibile dalla strada carrozzabile che sale direttamente da Colzate o attraverso la mulattiera che collega Vertova a Colzate. Il complesso fu edificato nell'arco di quattro secoli da maestranze locali grazie al contributo della popolazione.
Il complesso è composto da più luoghi di culto: la cappella di San Lucio, il piccolo sacello antico, risalente al XIII secolo con dipinti di Jacopino Scipioni e quello grande edificato nel secolo XVI.

### Esterno

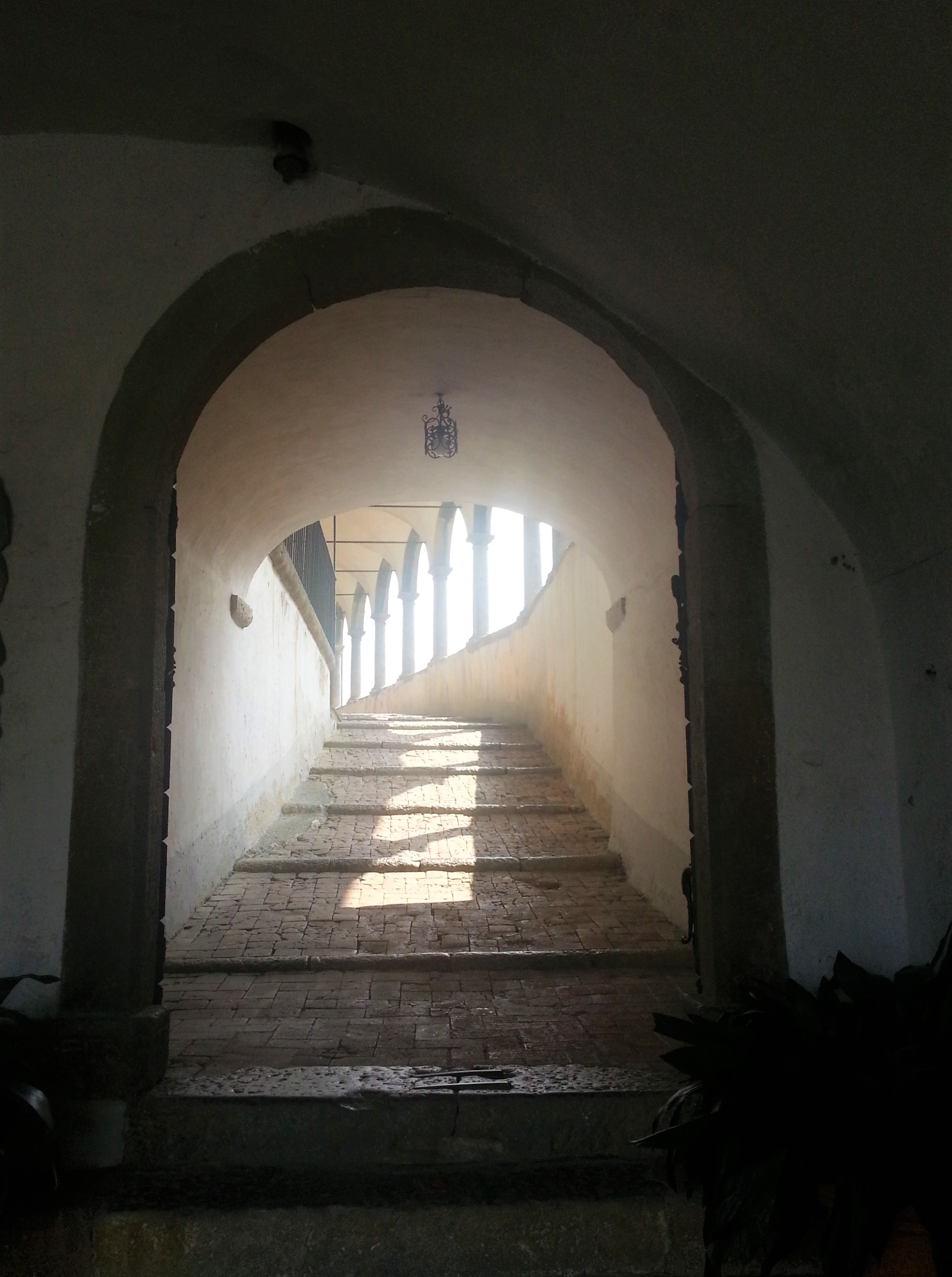
Ingresso al complesso di san Patrizio

Il grande sagrato accompagna alla facciata del complesso rivolta a nord composta da tre aperture centinate di differenti dimensioni. La minore a sinistra conduce ai locali d'accoglienza del pellegrino, l'apertura centrale è la cappella di San Lucio con una cancellata ferrea, e la maggiore destra anch'essa preceduta da una cancellata in ferro battuto è l'ingresso principale. La facciata, divisa da una semplice cornice marcapiano su due livelli, termina con il tetto a capanna. L'ingresso conduce all'ampia gradinata che porta fino al colonnato che si presenta sui lati a sud-est.

#### Cappella di San Lucio
La cappella, edificata a scopo devozionale, fu costruita sulla roccia durante l'edificazione del piano d'appoggio del complesso ed è posta al livello inferiore del presbiterio del santuario grande. Raccoglie gli ex-voto risalenti tra il XIX e il XX secolo. Anticamente la cappella conservava il dipinto raffigurante san Lucio casaro poi perduto. La nicchia presenta il dipinto raffigurante san Patrizio mentre ai lati vi sono l'arcangelo San Michele e l'angelo custode con le anime purganti.

#### Sacello
(Antonio Tiraboschi)

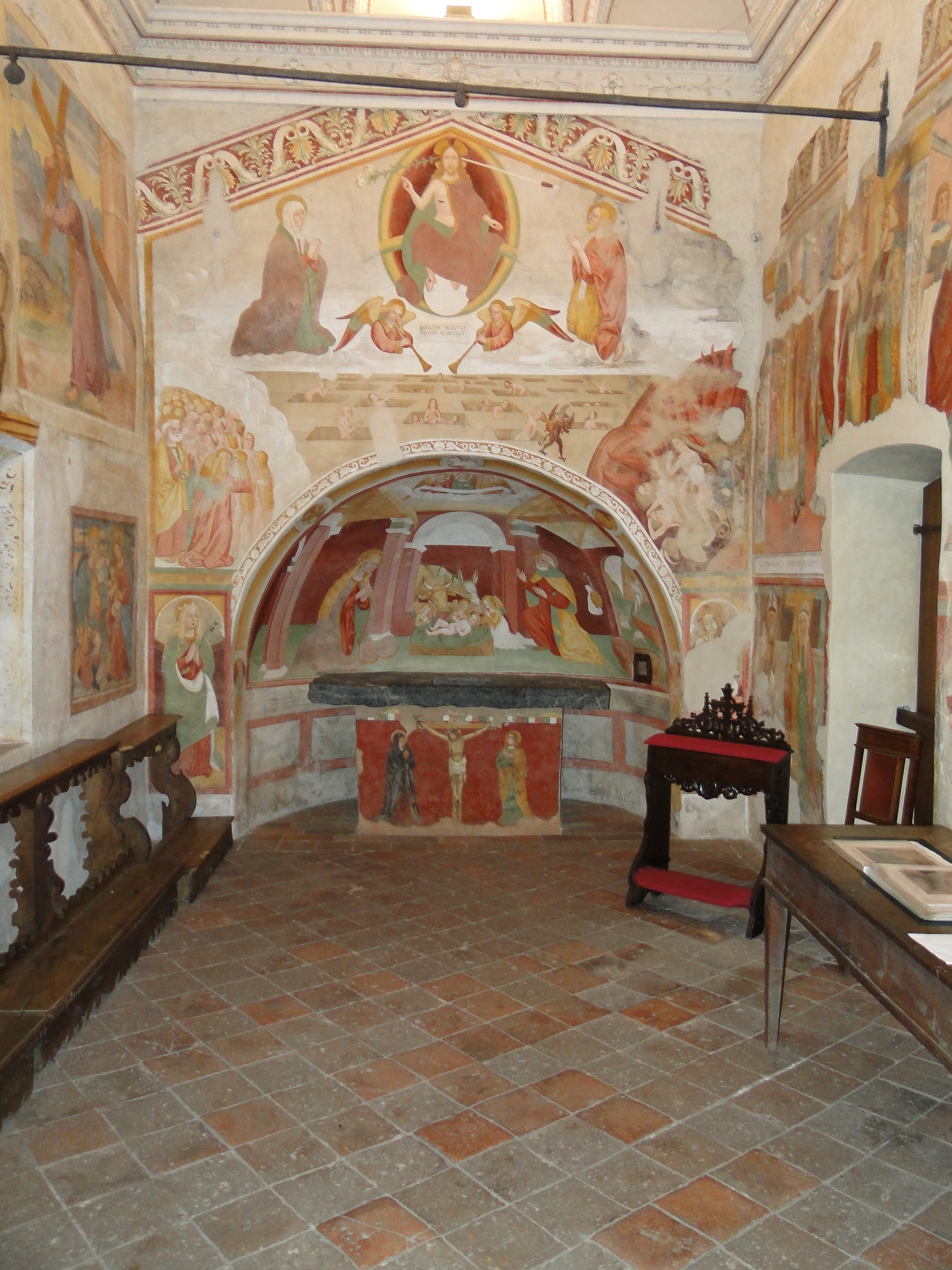
Interno del sacello con l'affresco Giudizio finale

Non vi è documentazione circa la data di fondazione dell'antica grotta ma la devozione al santo irlandese è documentata dal 1235 con una festa di precetto a lui dedicata. Lasciti testamentari a favore dell'edificio sono datati rogati tra il 1280 e il 1285 dal notaio Pietro Lorenzoni. Sicuramente è la parte più antica di tutto il complesso. Datata 1301 è la contesa che portò a un compromesso tra il rettore e i chierici della chiesa di Vertova circa il godimento delle offerte. la grotta divenne poi il sacello con la costruzione dell'oratorio probabilmente nel 1497, quando la gestione del santuario passò dai frati agostiniani ai frati cappuccini, come indicherebbe la data posto sull'affresco esterno all'oratorio.  Secondo quanto scritto da Carlo Maria Morandi nel 1713, questo personaggio Ibernino aveva fatto edificate una trebuina con la statua del santo. Il locale rivolto da est-ovest, è posto al centro del porticato e conserva l'originale abside a forno con l'altare monolitico, con l'affresco della crocifissione, dovrebbe essere il luogo che conteneva la tribulina con la statua in tufo del santo. La chiesa fu descritta nella visita pastorale di san Carlo Borromeo del 1575, ed è questa la più antica descrizione del santuario. Secondo gli atti risulta che vi fosse un ulteriore altare e che era posto all'esterno, ma che l'arcivescovo ne ordinò la distruzione. L'edificio era circondato da un ambulacro con colonne in pietra a cui si accedeva al campanile dalla forma di torre. Vi era in prossimità una piccola casa, abitazione del romito, che doveva conservare gli arredi sacri necessari alle celebrazioni liturgiche. Aveva due contenitori per le offerte, una cassetta dove veniva offerto il grano, e una dove potevano essere versate le offerte in denaro.
Il piccolo luogo di culto conserva affreschi raffiguranti le Storie di san Patrizio di Jacopino Scipioni risalenti al 1514 e dipinti d'ambito bergamasco raffiguranti san Patrizio, santa Lucia con offerente riportante sulla cornice la scritta dominus Joanes de Clericis della famiglia Albertoni, forse il personaggio raffigurato in abiti eleganti aveva commissionato quale ex voto; Cristo Portacroce di autore ignoto ma commissionato da Gottardo Alcherio di Vertova, e Madonna col Bambino e san Rocco di autore ignoto ma che fu commissionato da Pasqua figlia di Manfredo Alcherio

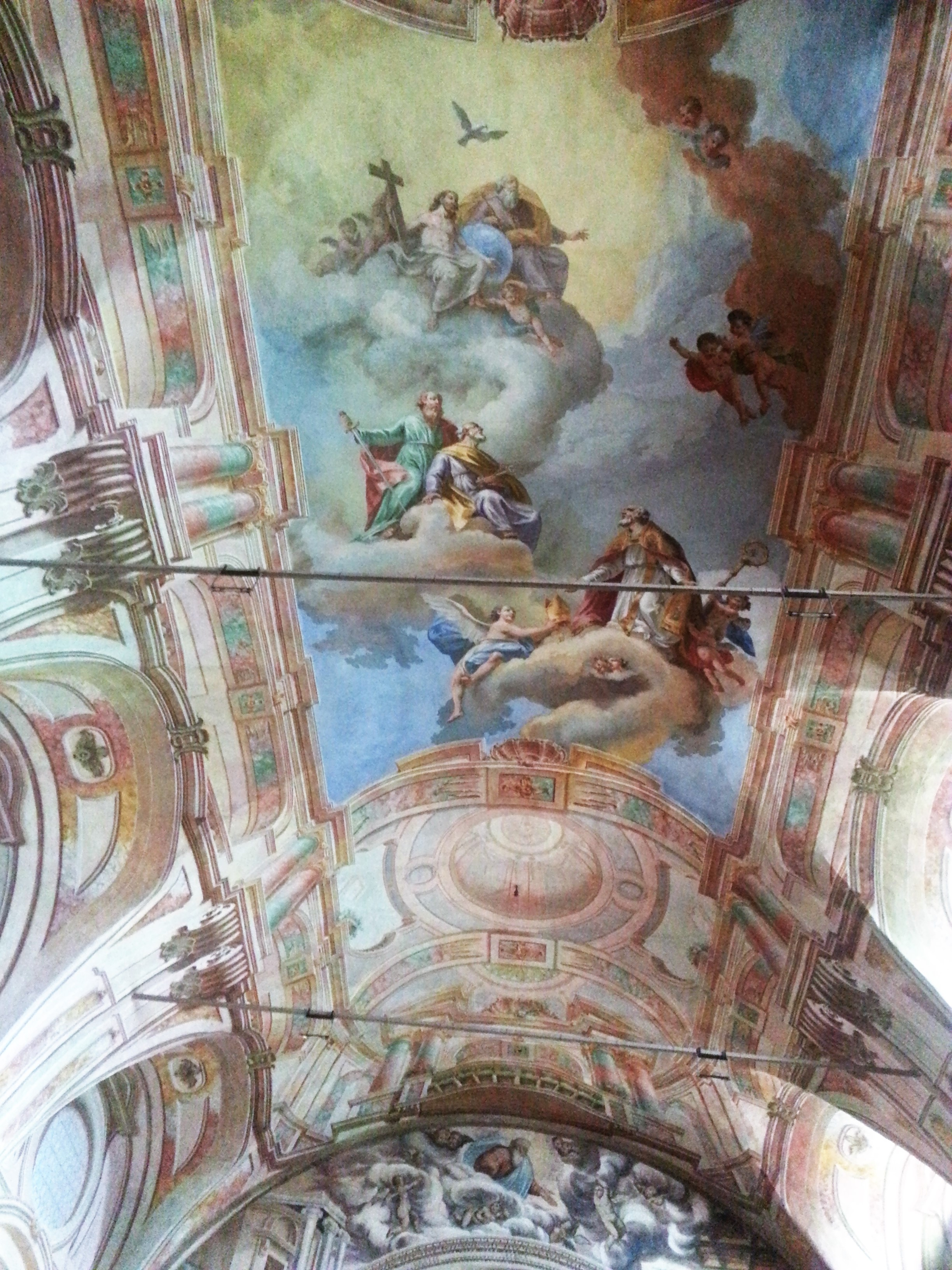
Volta del santuario grande-Santissima Trinità con la gloria dei santi Pietro e Paolo e san Patrizi

Sopra l'altare vi è il grande dipinto raffigurante Giudizio finale di autore ignoto ma che è una riproduzione della xilografia di Michael Wolgemut pubblicata a Norimberga nel 1493 nel Liver Cronicarum raffigurazione ispirata all'ordine dei frati minori. Il dipinto raffigura Cristo giudice misericordioso, con un giglio che esca da un orecchio e una spada dall'altro. Il complesso passò dall'ospitare i padri agostiniani ai frati francescani verso la fine del Quattrocento. L’affresco sarebbe stato eseguito nel 1497, anno in cui fu poi inserita la grotta, diventata sacello, nel complesso conventuale.

#### Chiesa grande di San Patrizio
Dal porticato si accede al grande santuario edificato tra il 1580 e il 1600 per la sua realizzazione si dovette formare una piattaforma. La chiesa è orientata a nord-sud, a navata unica suddivisa da lesene e contro lesene in quattro campate affrescate con il ciclo dei dieci apostoli. Il ciclo degli apostoli è probabilmente il primo intervento artistico prodotto nella chiesa, nei primi anni del Seicento, e essendo la sola parte dipinta, erano di grande effetto per i fedeli che si avvicinavano al luogo di culto. Questi sono rappresentati in forma monumentale, in armonia di colore e di struttura.
L'aula prosegue con il presbiterio a pianta sopraelevato da quattro gradini e di misura inferiore alla navata. Nella volta a botte vi è il grande affresco della Santissima Trinità con la gloria dei santi Pietro e Paolo. L'aula è completamente decorata da dipinti a fresco raffiguranti la storia della vita del santo patrono. L'arco trionfale presenta l'affresco dell'Annunciazione con Dio benedicente al centro. La zona presbiteriale presenta sulle pareti laterali i dipinti Miracoli e dottrina di san Patrizio, mentre la volta conserva il ciclo degli angeli. Il ciclo delle storie del santo furono commissionate nel Settecento da un pittore che realizzò poi l'intera decorazione interna. Queste si compongono in sei dipinti che raccontano la storia dalla sua nascita, al divenire schiavo e poi sacerdote nominato dallo zio san Martino, fino alla consacrazione a vescovo e l'ultima pittura raffigura la sua beatificazione.
Il dipinto della volta occupa una superficie di 45 mq. ed è inserito nella cornice ideale, come se fosse un ballatoio scenografico posto sulla navata. La scena si sviluppa su tre livelli, nel primo vi è raffigurato san Patrizio con gli angeli, posto a destra della volta. A sinistra del secondo livello vi sono i due santi Pietro e Paolo. Nel terzo compare la Santissima Trinità negli elementi di Dio con la Cristo e la croce e la colomba. I personaggi sono inseriti in uno spazio azzurro che diventa sempre più chiaro e luminoso verso l'immagine di Dio, dando la sensazione di avere un cielo aperto sulla volta della chiesa.
La chiesa conserva la tela di Francesco Capella raffigurante Santi Patrizio, Mauro, Gregorio Barbarigo, con Gesù Bambino e un angelo. La pala dell'altare maggiore era un lavoro di Enea Salmeggia del 1611 Madonna col Bambino e santi, che fu spostata nel 1750 nella chiesa parrocchiale di Vertova.